# Columbus (Ohio)
Pour les articles homonymes, voir Columbus.
La ville de Columbus (prononcé en anglais : /kəˈlʌmbəs/) est la capitale de l'État de l'Ohio, aux États-Unis, à la confluence des rivières Scioto et Olentangy. C'est la ville la plus peuplée de l'Ohio avec une population de 905 748 habitants selon le Bureau du recensement des États-Unis en 2020 et l'une des plus importantes de la région du Midwest. On estime que son agglomération comporte 2 138 926 habitants, ce qui la place devant Cleveland et Cincinnati, les deux autres principales aires urbaines de l'État.
L'université d'État de l'Ohio, dont le campus principal est situé à Columbus, est l'un des premiers campus du pays de par le nombre d'étudiants, avec 56 064 (année scolaire 2010-11).
La ville a une superficie de 550,5 km2 (dont 5,9 km2 d'eau).

## Histoire
En 1812, les autorités de l’État, à la recherche d’un emplacement bien situé susceptible de devenir la capitale de l’Ohio, choisissent un point sur la rivière Scioto. La naissance de Columbus n’entraîne pas de conflit avec les Amérindiens Wyandotte et Shawnee installés dans la région, et la ville se développe rapidement. Elle se transforme en un important centre de transport après la construction d’un canal jusqu’au canal Érié en 1831 et avec la création d’une route nationale en 1833. Columbus devient légalement une ville en 1834 et est équipée de sa première voie de chemin de fer en 1850. La ville joue un rôle militaire important durant la guerre de Sécession, après l’implantation d’un arsenal et du plus grand camp de prisonniers de guerre du nord du pays. Columbus connaît une phase de forte croissance économique après 1940.

## Géographie
La ville de Columbus est située dans le centre de l’Ohio, au confluent des rivières Scioto et Olentany. La région est dominée par un climat continental humide, caractérisé par des étés chauds et humides et des hivers froids et secs.
La ville a une superficie totale de 577,85 km2, dont 562,47 km2 terrestres et 15,38 km2 consacrés à l’eau. Columbus possède actuellement la plus grande superficie de toutes les villes de l’Ohio ; cela est dû à la volonté de Jim Rhodes d’annexer les banlieues alors qu’il était maire.

## Démographie
| Groupe                           | Columbus | Ohio | États-Unis |
| -------------------------------- | -------- | ---- | ---------- |
| Euro-Américains                  | 55,9     | 79,6 | 55,7       |
| Hispaniques et Latino-Américains | 5,6      | 3,1  | 16,7       |
| Afro-Américains                  | 28,0     | 12,2 | 12,6       |
| Asio-Américains                  | 4,1      | 1,7  | 4,8        |
| Métis                            | 3,3      | 2,1  | 2,9        |
| Autres                           | 2,9      | 1,2  | 6,4        |
| Amérindiens                      | 0,3      | 0,2  | 0,9        |
| Total                            | 100      | 100  | 100        |
|                                  |          |      |            |

Selon l’American Community Survey pour la période 2010-2014, 85,64 % de la population âgée de plus de 5 ans déclare parler l'anglais à la maison, 4,26 % l'espagnol, 3,00 % une langue africaine, 1,07 % une langue chinoise, 0,74 % l'arabe, 0,69 % le français et 4,60 % une autre langue.
Selon l’American Community Survey, pour la période 2011-2015, 21,7 % de la population vit sous le seuil de pauvreté (15,5 % au niveau national). Ce taux masque des inégalités importantes, puisqu'il est de 31,7 % pour les moins de 18 ans, 19,8 % pour les 18-65 ans et de 10,7 % pour les plus de 65 ans. De plus 42,6 % des Afro-Américains vivent en dessous de ce seuil, contre 14,7 % des Blancs non hispaniques.
Selon le recensement fédéral de 2020, Colombus est la 15e plus grande ville des États-Unis.

## Culture
Le film Goodbye Columbus fera connaître Ali MacGraw, qui sera plus tard l'héroïne de Love Story.

## Activités

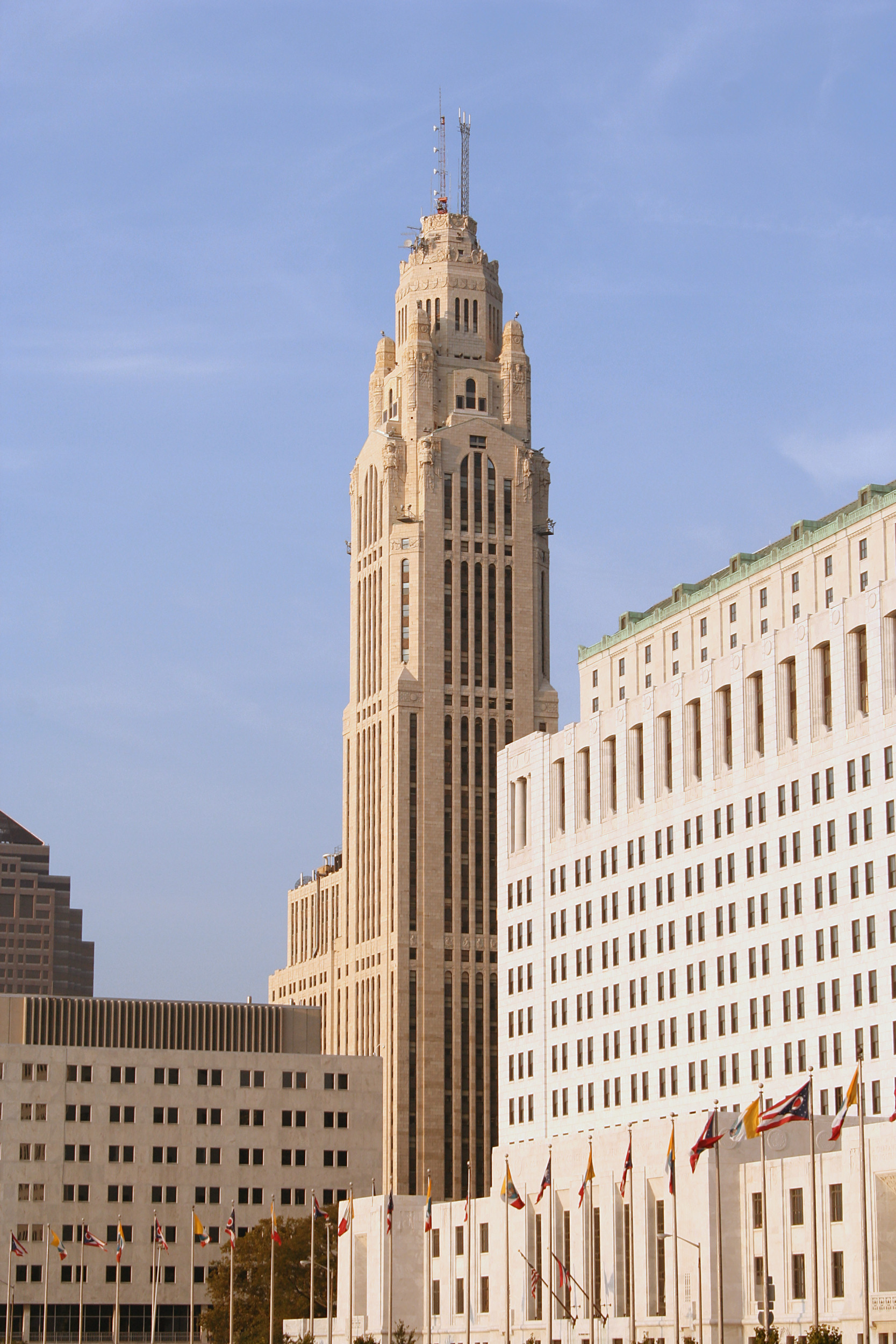
Leveque Tower.

Columbus est un centre industriel, commercial et administratif diversifié. Les différentes industries de la ville produisent notamment des pièces automobiles, des avions, du matériel électronique et de communication ainsi que des produits agroalimentaires.
Columbus abrite également le siège du Chemical Abstracts Service, ce qui en fait l'un des plus grands centres mondiaux de distribution d'information scientifique.
Columbus possède un aéroport (Port Columbus International Airport, code AITA : CMH) et de grands centres commerciaux comme le Polaris Fashion Place (150 000 m2).
Columbus abrite un centre de surveillance du réseau appartenant au département de la Défense américain.[réf. nécessaire]

### Monuments
La ville abrite de nombreux édifices dignes d’intérêt, tels que le Capitole (1861) ; le Wexner Center de l’architecte Peter Eisenmann (centre Wexner des arts visuels, 1989) ; le Village allemand, quartier résidentiel restauré ; le Centre historique de l’Ohio qui contient un musée consacré à l’histoire américaine précolombienne ; le cimetière confédéré de Camp Chase et le parc des Roses, l’une des plus grandes roseraies du monde. La cathédrale Saint-Joseph de Columbus (néogothique) contient de beaux vitraux. Parmi les établissements d’enseignement supérieur de Columbus, on compte notamment l’université de l'État de l’Ohio (1870), l’université Franklin (1902), l’université Capitale (1830).
Columbus abrite aussi une quinzaine de gratte-ciel dans le centre de la ville dont 5 de plus de 150 mètres de hauteur.
Le quartier de Short North est connu pour ses grandes fresques murales.

### Arts du spectacle
Columbus abrite de nombreuses institutions artistiques, notamment l'Orchestre symphonique de Columbus, l'Opéra de Columbus, BalletMet Columbus, l'Orchestre de chambre ProMusica, CATCO, le Théâtre des enfants de Columbus, Shadowbox Live et l'Orchestre de jazz de Columbus. Tout au long de l'été, le Actors Theatre of Columbus propose des représentations gratuites de pièces de Shakespeare dans l'amphithéâtre en plein air de Schiller Park, dans le quartier historique de German Village,, .
La Columbus Ballet Youth Academy a été fondée dans les années 1980 par la ballerine et directrice artistique Shir Lee Wu, qui a découvert Martha Graham. Wu est aujourd'hui directeur artistique de la Columbus Ballet School.
Columbus possède plusieurs grandes salles de concert, dont Nationwide Arena, Value City Arena, Express Live !, Mershon Auditorium et Newport Music Hall,. 

### Musées et art public
Columbus abrite de nombreux musées et galeries. Son principal musée d'art est le Columbus Museum of Art, qui gère son bureau principal ainsi que la Pizzuti Collection, qui présente de l'art contemporain. Le musée, fondé en 1878, est consacré à l'art européen et américain jusqu'au début du modernisme, qui comprend des exemples exceptionnels d'impressionnisme, d'expressionnisme allemand et de cubisme. Un autre musée d'art important de la ville est le Wexner Center for the Arts, une galerie d'art contemporain et un centre de recherche géré par l'Université de l'État de l'Ohio,. 
Le Franklin Park Conservatory est un jardin botanique urbain qui a ouvert ses portes en 1895,,. Il y a plus de 400 espèces de plantes dans une grande serre en verre de style victorien qui comprend des biomes de forêt tropicale, de désert et de montagnes de l'Himalaya. Le conservatoire est situé à l'est du centre-ville, dans le parc Franklin.

### Religion
- Diocèse de Columbus
- Liste des évêques de Columbus
- Cathédrale Saint-Joseph de Columbus

### Sports
| Équipe                   | Ligue                           | Stade            | Création | Titre |
| ------------------------ | ------------------------------- | ---------------- | -------- | ----- |
| Clippers de Columbus     | Ligue internationale (baseball) | Huntington Park  | 1977     | 11    |
| Crew de Columbus         | MLS (football)                  | Mapfre Stadium   | 1996     | 3     |
| Blue Jackets de Columbus | LNH (hockey sur glace)          | Nationwide Arena | 2000     | 0     |

L'Ohio Stadium, aussi appelé Horseshoe Stadium ou The Horseshoe, stade de football américain, compte plus de 100 000 places et est l'un des plus grands stades en Amérique du Nord.

## Transport

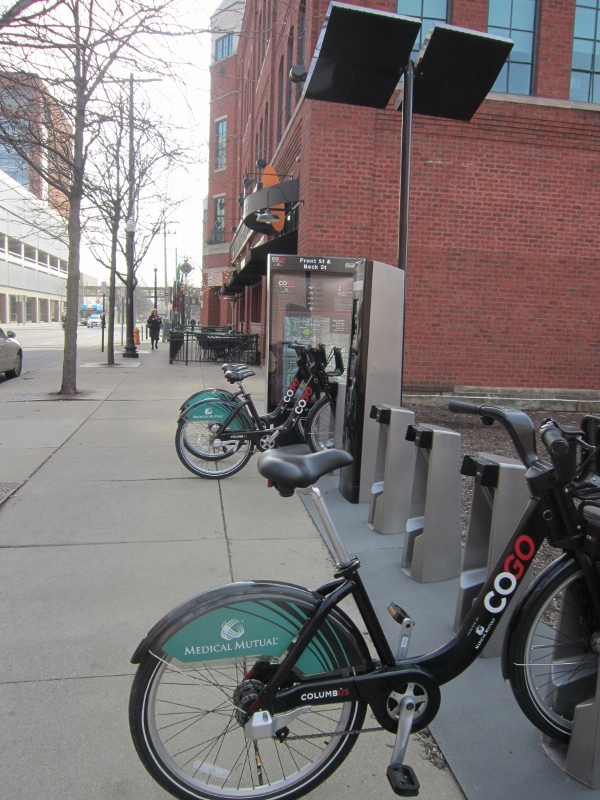
Vélos en libre-service COGO dans le Brewery district.

- L'aéroport international John Glenn Columbus
- CoGo, le système public de vélos en libre-service de la ville compte 365 vélos et 41 stations. Ces derniers sont fabriqués à Montréal par PBSC Solutions Urbaines[20].

## Jumelages
- Ahmedabad (Inde)
- Dresde (Allemagne)
- Gênes (Italie) depuis 1955
- Hefei (Chine)
- Herzliya (Israël)
- Kumasi (Ghana)
- Namur (Belgique)
- Odense (Danemark)
- Séville (Espagne)
- Tainan (Taïwan)
- Zapopan (Mexique)

## Personnalités liées à la ville
- Robert Atkins
- Simone Biles
- Lois McMaster Bujold
- Prescott Bush
- Josh Dun (Batteur du groupe Twenty One Pilots)
- Tyler Joseph (Auteur-compositeur-interprète du groupe Twenty One Pilots)
- Frances Alice Kellor
- Robert Ross (écrivain)
- Hoylande Young

## Dans la culture populaire
- Dans le film Bienvenue à Zombieland (2009), les protagonistes ne révèlent pas leur vrai nom, mais prennent comme pseudonyme leur ville de naissance. Le héros, originaire de Columbus, se présente sous ce pseudonyme durant tout le film.
- Dans le film Ready Player One (2018), une large part du film se déroule dans un univers virtuel et l'action réelle se déroule dans la ville de Colombus en Ohio, où vit le héros.